# Małgorzata z Kortony
Małgorzata z Cortony OFS, włos. Margherita da Cortona (ur. 1247 w Laviano, zm. 22 lutego 1297 w Kortonie) – tercjarka franciszkańska, rekluza, stygmatyczka, święta Kościoła katolickiego.

## Życiorys

### Dzieciństwo i młodość
Była córką rolnika. Jej matka zmarła, gdy miała siedem lat. Dwa lata później ojciec ożenił się powtórnie, jednak macocha nie potrafiła zaakceptować pasierbicy. W wieku około siedemnastu lat uciekła z młodym arystokratą z Montepulciano, urodziła mu syna i żyła jako jego kochanka przez kolejnych dziewięć lat. Wielokrotnie prosiła go, by się z nią ożenił, jednak, mimo obietnic, tak się nie stało. W 1274 kochanek Małgorzaty został zamordowany przez rabusiów, którzy ukryli jego ciało w płytkim grobie. Odkrycie zwłok ukochanego doprowadziło ją do nawrócenia. Zwróciwszy krewnym zmarłego kochanka całą biżuterię i posiadłości ziemskie, podjęła próbę powrotu do domu ojca. Ten prawdopodobnie przyjąłby ją, lecz sprzeciwiła się temu macocha. Ostatecznie Małgorzata udała się z synem do Kortony, gdzie poddała się kierownictwu duchowemu franciszkanów. Prowadziła surowe życie, poszcząc i umartwiając się.

### Mistyczne przeżycia i działalność
Po trzech latach próby została przyjęta do Trzeciego Zakonu Franciszkańskiego. Żyła odtąd w ścisłym ubóstwie. Utrzymywała się z jałmużny. Opiekowała się chorymi, ubogimi bezdomnymi. Doświadczała wizji i ekstaz. Odznaczała się nabożeństwem do Eucharystii i Męki Jezusa. Została obdarzona stygmatami.
Założyła szpital w Kortonie i powołała zgromadzenie kobiet zwanych Poverelle, które zajmowały się opieką nad chorymi.
Ostatni okres życia spędziła jako rekluza. Zmarła 22 lutego 1297 w Kortonie, gdzie została pochowana.
Po dziś dzień jej nieulegające rozkładowi ciało eksponowane jest w kryształowym relikwiarzu w jej sanktuarium. Fakt, że ciało nie ulega rozkładowi długo poczytywano za cud (patrz: niezniszczalność ciał świętych).  Jednak według nowych informacji, dostarczonych dzięki zbadaniu zwłok przez patologa Ezio Fulcheri na życzenie Watykańskiego Muzeum Egipskiego, okazało się, że zostało ono wcześniej zabalsamowane.

## Kult
Małgorzata została beatyfikowana w 1515 roku przez papieża Leona X, a kanonizowana 16 maja 1728 przez Benedykta XIII.

## Patronat
Jest patronką fałszywie oskarżonych, bezdomnych, wagabundów, szalonych, umysłowo chorych, nawróconych prostytutek.

## Dzień obchodów
Wspomnienie liturgiczne w Kościele katolickim obchodzone jest 22 lutego.
W zakonach franciszkanów i kapucynów Dzień Pamięci urodzenia obchodzony jest 16 maja.